# 2011年度壹電視大獎得獎名單
2011年度壹電視大獎得獎名單，為香港《壹周刊》主辦第二十一屆壹電視大獎得獎名單。頒獎典禮於2011年4月6日舉行，頒獎嘉賓為甄子丹。

## 十大電視節目
- 第一位：公主嫁到
- 第二位：巾幗梟雄之義海豪情
- 第三位：談情說案
- 第四位：魚躍在花見
- 第五位：和味蘇
- 第六位：鐵馬尋橋
- 第七位：女人最痛
- 第八位：荃加福祿壽
- 第九位：法網群英
- 第十位：蒲松齡

## 十大電視藝人
- 第一位：佘詩曼
- 第二位：黎耀祥
- 第三位：鄧萃雯
- 第四位：陳豪
- 第五位：楊怡
- 第六位：鍾嘉欣
- 第七位：黃宗澤
- 第八位：林峯
- 第九位：陳法拉
- 第十位：唐詩詠

## 最有前途藝人
- 最有前途男藝人：羅仲謙
- 最有前途女藝人：馬賽

## 其他獎項
- 瑞士Dr.Bauer神級童顏美肌大獎：江美儀
- Ingrid Millet最完美肌膚女藝人大獎：蘇玉華
- MSC Men’s Body & Skin Care Centre肌膚躍進藝人大獎：馬國明
- Philips閃耀魅力大獎：陳法拉
- 維多C健康防衛大獎：楊崢
- Svenson閃亮健康秀髮藝人大獎：陳豪